# Рубрикация
Рубрика́ция — система взаимосвязанных и соподчинённых заголовков издания, выражающих взаимосвязь и соподчинённость возглавляемых ими рубрик (подразделов произведения, издания). Это такая система заголовков, в которой заголовки разной значимости занимают разные ступени (от высшей через промежуточные к низшей), а заголовки одной значимости стоят на одной ступени.
Заголовок (заглавие), лид и концовка — важнейшие структурные элементы журналистского текста.

## Функции заголовков
Заголовки выполняют несколько функций:
1. Организуют, направляют и облегчают чтение.
2. Углубляют понимание произведения, так как наглядно раскрывают его строение, соотносительное значение заголовков и их подразделов, место каждого в общей структуре произведения.
3. Усиливают справочную функцию книги, облегчая и упрощая поиск частей произведения или издания.

## Виды заголовков
Существует 4 классификации заголовков:
1. по степени содержательности, составу и форме заголовка;
2. по месту заголовка на полосе и относительно текста;
3. по взаимодействию заголовка с текстом;
4. по характеру части текста, которую заголовок возглавляет.

### Виды заголовков по степени их содержательности, форме и составу
1. Тематические заголовки. Каждый такой заголовок состоит из слова или словосочетания, выражающих тему (содержание) той части текста, к которой относится заголовок.
2. Родо-нумерационные и родо-литерные заголовки. Каждый такой заголовок состоит из слова или знака определяющего род рубрики (часть, раздел, глава, §), и номера или буквы (в алфавитной последовательности), указывающих место подраздела в ряду однозначных (одноступенных).
3. Нумерационные и литерные заголовки. Каждый такой заголовок состоит из цифрового номера или буквы (в порядке алфавита).
4. Родо-нумерационно-тематические и родо-литерно-тематические заголовки. Каждый такой заголовок состоит:
  1. из слова или знака, определяющего род рубрики;
  2. номера или литеры, указывающих место подраздела в ряду одноступенных;
  3. слова или словосочетания, выражающих тему рубрики.
5. Нумерационно-тематические и литерно-тематические заголовки. Каждый такой заголовок состоит из цифры или буквы и тематической части, словесно определяющей содержание или тему рубрики.
6. Заголовки — перечни подтем, раскрываемых в подразделе. В таком заголовке содержание подраздела, по существу, аннотируется.
7. Заголовки с подзаголовками. Тематические заголовки и все заголовки, в которые входит тематическая часть, могут сопровождаться тематическими подзаголовками, когда необходимо конкретизировать заголовок, привести датировку и т. п. Подзаголовок подключается к заголовку либо как текст в круглых скобках, либо как самостоятельная часть (отдельными строками), графически отличающаяся от заголовка.
8. Графические заголовки. Каждый такой заголовок представляет собой наборный знак, украшение, рисованное орнаментальное или иное изображение, отделяющее один подраздел от другого, орнаментальную или сюжетную заставку и концовку.
9. Немые заголовки.

### Виды заголовков по месту их на полосе и относительно текста
1. Шмуцтитул. Это заголовок на отдельной, не занятой осн. текстом полосе издания.
2. Шапка. Заголовок вверху спускового пробела начальной полосы.
3. Заголовок в спусковом пробеле.
4. Начальный заголовок в разрез текста.
5. Рядовой заголовок в разрез текста с отбивками от него.
6. Рядовой заголовок в разрез текста без отбивок или только с верхней отбивкой.
7. Заголовок с абзацного отступа без отбивок или только с верхней отбивкой.
8. Заголовок с абзацного отступа в подбор с последующим текстом.
9. Форточка.
10. Фонарик, или маргиналия.
11. Скрытый в тексте заголовок.

### Виды заголовков по взаимодействию с текстом
1. Заголовки, прерывающие текст.
2. Заголовки, прерывающие текст из нумерованных пунктов.
3. Тематические заголовки, параллельные тексту (не разрывающие его).
4. Заголовки, сливающиеся с текстом.

### Виды заголовков по роли подчинённого текста
1. Заголовки основного текста.
2. Заголовки аппаратных текстов и затекстовых приложений.
3. Заголовки таблиц, внутритекстовых примеров, приложений.